# M.WOLVERINE
M．WOLVERINE（えむ うるぶりに）は日本の漫画家、ゲームクリエイター、フリーシナリオライター。東京都出身。

## 仕事経歴
コンピュータシステム会社にＳＥとして勤務後、ゲームソフト会社に入社。
当初はデザイナー志望だったが、主に設定、シナリオの作成、ディレクター、特定クライアントとの外渉などを担当していた。
現在はM．WOLVERINE名義で「砂漠のウサギ」シリーズなどを散発的に発表している。 

## 作品リスト
- 砂漠のウサギ-1941年６月の戦い（司書房）
- Ｎシップ（イカロス出版）
- 砂漠のウサギ-1941年６月～11月の戦い（イカロス出版）
- 砂漠のウサギ-1941年12月～1942年３月の戦い（イカロス出版）
- 砂漠のウサギ-1942年５月～６月の戦い（イカロス出版）
- 砂漠のウサギ-1942年６月の戦い（イカロス出版）
- 砂漠のウサギ-1942年６月最後の戦い（イカロス出版）
- 砂漠のウサギ-1942年７月～８月の戦い（イカロス出版）

原案・脚本・シナリオ 
- Battleship Girl-鋼鉄少女-（ワニブックス）
- 戦場のメシヤさん（ワニブックス）
- パッチワークス・パスウェイ（徳間書店）

イラスト
- タンクハンター「第２版」（アークライト）